# Lista de Estados federais
Esta é uma lista de Estados federais, isto é, países soberanos da atualidade que adotam o federalismo como forma de Estado, portanto, constituem federações formadas por vários estados autônomos distintos unidos por uma administração única (federal).
As denominações das unidades federadas diferem de país a outro. Algumas federações utilizam o termo "estado", outros como a Argentina, chamam de "províncias", porém trata-se efetivamente de estados distintos e autônomos uma vez que cada um deles têm seu próprio parlamento e sua própria constituição.

## Federações atuais
| Estado soberano federal | Estado soberano federal                  | Unidades da federação |
| ----------------------- | ---------------------------------------- | --- |
| Alemanha                | República Federal da Alemanha            | - Alta Saxônia - Bade-Vurtemberga - Baixa-Saxônia - Baviera - Berlim - Brandemburgo - Bremen - Eslésvico-Holsácia - Hamburgo - Hessen - Meclemburgo-Pomerânia Ocidental - Renânia do Norte-Vestfália - Renânia-Palatinado - Sarre - Saxônia - Turíngia |
| Argentina               | República Argentina                      | - Buenos Aires (Cidade) - Buenos Aires (Província) - Catamarca - Chaco - Chubut - Córdoba - Corrientes - Entre Rios - Formosa - Jujuy - La Pampa - La Rioja - Mendoza - Missiones - Neuquén - Río Negro - Salta - San Juan - San Luis - Santa Cruz - Santa Fé - Santiago del Estero - Terra do Fogo - Tucumã |
| Austrália               | Comunidade da Austrália                  | - Austrália Meridional - Austrália Ocidental - Nova Gales do Sul - Queenslândia - Tasmânia - Território do Norte - Território da Capital Australiana - Victoria |
| Áustria                 | República da Áustria                     | - Alta Áustria - Baixa Áustria - Burgenlândia - Caríntia - Estíria - Salzburgo - Tirol - Viena - Vorarlberga |
| Bélgica                 | Reino da Bélgica                         | - Região da Capital Bruxelas - Flandres - Valónia |
| Bósnia e Herzegovina    | Bósnia e Herzegovina                     | - Federação da Bósnia e Herzegovina - República Sérvia |
| Brasil (detalhes)       | República Federativa do Brasil           | - Acre - Alagoas - Amazonas - Amapá - Bahia - Ceará - Distrito Federal - Espírito Santo - Goiás - Maranhão - Mato Grosso - Mato Grosso do Sul - Minas Gerais - Pará - Paraíba - Paraná - Pernambuco - Piauí - Rio de Janeiro - Rio Grande do Norte - Rio Grande do Sul - Rondônia - Roraima - Santa Catarina - São Paulo - Sergipe - Tocantins |
| Canadá                  | Canadá                                   | - Alberta - Colúmbia Britânica - Ilha do Príncipe Eduardo - Manitoba - Nova Brunsvique - Nova Escócia - Nunavut - Ontário - Quebeque - Sascachevão - Terra Nova e Labrador - Territórios do Noroeste - Yukon |
| Comores                 | União de Comores                         | - Anjouan - Grande Comore - Mohéli |
| Emirados Árabes         | Emirados Árabes Unidos                   | - Abu Dabi - Ajman - Dubai - Fujeira - Ras al-Khaimah - Umm al Qaywayn - Xarja |
| Estados Unidos          | Estados Unidos da América                | - Alabama - Alasca - Arcansas - Arizona - Califórnia - Cansas - Carolina do Norte - Carolina do Sul - Colorado - Coneticute - Dacota do Norte - Dacota do Sul - Delauare - Distrito de Colúmbia - Flórida - Geórgia - Havaí - Idaho - Ilha de Rodes - Ilinóis - Indiana - Iowa - Kentucky - Luisiana - Maine - Marilândia - Massachusetts - Míchigan - Minesota - Mississípi - Missúri - Montana - Nebrasca - Nevada - Nova Hampshire - Nova Iorque - Nova Jérsei - Novo México - Oaio - Oclaoma - Óregon - Pensilvânia - Tenessi - Texas - Utá - Vermonte - Virgínia - Virgínia Ocidental - Washington - Wisconsin - Wyoming |
| Etiópia                 | República Democrática Federal da Etiópia | - Afar - Amhara - Benishangul-Gumaz - Gambela - Harari - Oromia - Somali - Tigré |
| Índia                   | República da Índia                       | - Andra Pradexe - Arunachal Pradexe - Assam - Bengala Ocidental - Biar - Chhattisgarh - Goa - Guzerate - Haryana - Himachal Pradexe - Jamu e Caxemira - Jharkhand - Karnataka - Maarastra - Madia Pradexe - Manipur - Meghalaya - Mizoram - Nagaland - Orissa - Punjabe - Querala - Rajastão - Siquim - Tâmil Nadu - Tripura - Uttaranchal - Utar Pradexe |
| Malásia                 | Federação da Malásia                     | - Johor - Kelantan - Kuala Lumpur - Labuan - Malaca - Negeri Sembilan - Pahang - Penang - Perak - Perlis - Putrajaya - Quedá - Sabá - Sarawak - Selangor - Terengganu |
| México                  | Estados Unidos Mexicanos                 | - Aguascalientes - Baixa Califórnia - Baixa Califórnia do Sul - Campeche - Chiapas - Chiuaua - Coauila de Saragoça - Colima - Cidade do México - Durango - Guanajuato - Guerrero - Hidalgo - Iucatã - Jalisco - México - Michoacão - Morelos - Nayarit - Novo Leão - Oaxaca - Puebla - Querétaro - Quintana Roo - São Luís Potosí - Sinaloa - Sonora - Tabasco - Tamaulipas - Tlaxcala - Veracruz - Zacatecas |
| Nepal                   | República Democrática Federal do Nepal   | Desde 20 de setembro de 2015 o Nepal está divido em 7 províncias, onde, essas províncias são nomeadas de 1 a 7, formadas por distritos. Ver mais em: en=Nepalese Federal States |
| Nigéria                 | República Federal da Nigéria             | - Abia - Adamaua - Akwa Ibom - Anambra - Bauchi - Bayelsa - Benue - Borno - Cross River - Delta - Ebonyi - Edo - Ekiti - Enugu - Gombe - Imo - Jigawa - Kaduna - Kano - Katsina - Kebbi - Kogi - Kwara - Lagos - Nasarawa - Níger - Ogun - Ondo - Osun - Oió - Plateau - Rivers - Sokoto - Taraba - Território da Capital Federal - Yobe - Zamfara |
| Rússia                  | Federação Russa                          | Ver artigo principal: Subdivisões da Rússia |
| Suíça                   | Confederação Helvética                   | - Appenzell Interior - Appenzell Exterior - Argóvia - Basiléia-Campo - Basiléia-Cidade - Berna - Friburgo - Genebra - Glarus - Grisões - Jura - Lucerna - Neuchâtel - Nidwald - Obwald - São Galo - Schaffhausen - Schwyz - Soleura - Tessino - Turgóvia - Uri - Valais - Vaud - Zug - Zurique |
| Venezuela               | República Bolivariana da Venezuela       | - Amazonas - Anzoátegui - Apure - Aragua - Distrito Capital - Barinas - Bolívar - Carabobo - Cojedes - Delta Amacuro - Falcón - Guárico - Lara - Mérida - Miranda - Monagas - Nova Esparta - Sucre - Táchira - Trujillo - Vargas - Yaracuy - Zulia |